# Liste der denkmalgeschützten Objekte in Schardenberg
Die Liste der denkmalgeschützten Objekte in Schardenberg enthält die 7 denkmalgeschützten, unbeweglichen Objekte der Gemeinde Schardenberg im Bezirk Schärding (Oberösterreich).

## Denkmäler
| Foto |                 | Denkmal                                                                              | Standort                                     | Beschreibung | Metadaten |
| ---- | --------------- | ------------------------------------------------------------------------------------ | -------------------------------------------- | --- | --- |
| ja   | Datei hochladen | ehem. Kloster Hamberg, Studentenwohnheim HERIS-ID: 38509 Objekt-ID: 38084            | Ingling 58 Standort KG: Gattern              | Die Klosterkirche wurde 1904 eingeweiht; 1984 wurde das Gebäude verkauft und bis 1988 in ein Studentenwohnheim umgebaut. | BDA-Hist.: Q1587754 Status: Bescheid Stand der BDA-Liste: 2025-06-30 Name: ehem. Kloster Hamberg, Studentenwohnheim GstNr.: 739 Salvatorkloster Hamberg                 |
| ja   | Datei hochladen | Villa Matuschka HERIS-ID: 38508 Objekt-ID: 38083                                     | Ingling 64 Standort KG: Gattern              | Das dreigeschoßige Gebäude im Heimatstil wurde zwischen 1928 und 1929 durch Gräfin Alice Matuschka erbaut. Später waren darin die Kanzlei sowie Dienstwohnungen der Zollwachabteilung Ingling untergebracht. | BDA-Hist.: Q37981631 Status: Bescheid Stand der BDA-Liste: 2025-06-30 Name: Villa Matuschka GstNr.: 752 Villa Matuschka, Schardenberg                                   |
| ja   | Datei hochladen | Auer- oder Schönbachkapelle in Kneiding HERIS-ID: 71490 Objekt-ID: 84679             | bei Schönbach 21 Standort KG: Lindenberg     | Der neugotische Kirchenbau wurde am 5. September 1862 begonnen und am 22. August 1862 eingeweiht. Sie wurde von den Eheleuten Martin und Juliana Auer gestiftet, die wegen der Krankheiten und Unglücksfälle, von denen sie betroffen waren, ein solches Gelöbnis abgelegt hatten. 1954–1956 fand eine Restaurierung statt, bei der auch eine neue Glocke eingebaut wurde. Nach dem Erwerb der Kapelle durch den Kulturverein Kneiding im Jahr 2002 wurde sie nochmals restauriert. | BDA-Hist.: Q38127770 Status: Bescheid Stand der BDA-Liste: 2025-06-30 Name: Auer- oder Schönbachkapelle in Kneiding GstNr.: 568/2 Auerkapelle, Kneiding                 |
| ja   | Datei hochladen | Fatimakapelle; sog. Granitene Marienburg HERIS-ID: 76889 Objekt-ID: 90487            | Schardenberg Standort KG: Schardenberg       | zwischen 1949 und 1951 nach Plänen von Hans Foschum erbaut. | BDA-Hist.: Q26268094 Status: § 2a Stand der BDA-Liste: 2025-06-30 Name: Fatimakapelle; sog. Granitene Marienburg GstNr.: 31 Fatimakapelle (Schardenberg)                |
| ja   | Datei hochladen | Kriegerdenkmal HERIS-ID: 77231 Objekt-ID: 90849                                      | Kirchenplatz Standort KG: Schardenberg       | Das Denkmal wurde 1922 durch den Passauer Steinmetzmeister Rössler für die Gefallenen und Vermissten des Ersten Weltkriegs errichtet und 1952 erweitert. Es wurde 1982 und 1995 restauriert. | BDA-Hist.: Q38148808 Status: § 2a Stand der BDA-Liste: 2025-06-30 Name: Kriegerdenkmal GstNr.: 160                                                                      |
| ja   | Datei hochladen | Friedhof christlich mit Aufbahrungshalle HERIS-ID: 76887 Objekt-ID: 90485            | bei Kirchenplatz 4 Standort KG: Schardenberg | Das Alter des Friedhofs ist nicht verzeichnet; eine Erweiterung fand 1988 statt. Der Friedhof weist eine runde bis ovale Form auf. Die Aufbahrungshalle wurde 1910 im Zuge des Kirchenneubaues errichtet. | BDA-Hist.: Q38146554 Status: § 2a Stand der BDA-Liste: 2025-06-30 Name: Friedhof christlich mit Aufbahrungshalle GstNr.: 156, 158 Schardenberg Friedhof                 |
| ja   | Datei hochladen | Kath. Pfarrkirche hl. Laurenz, sog. Innviertler Dom HERIS-ID: 52533 Objekt-ID: 59586 | bei Kirchenplatz 4 Standort KG: Schardenberg | erbaut in den Jahren 1908–10 nach Plänen von Dombaumeister Matthäus Schlager | BDA-Hist.: Q25906031 Status: § 2a Stand der BDA-Liste: 2025-06-30 Name: Kath. Pfarrkirche hl. Laurenz, sog. Innviertler Dom GstNr.: 157 Sankt Laurentius (Schardenberg) |